# 中国环球电视网 (频道)
中国环球电视网英語频道，又稱CGTN主頻、中国环球电视网主频道，是中国环球电视网旗下所拥有的一条英语新闻频道。该频道最初为中国中央电视继中文国际频道（CCTV-4）之后开播的第二条国际频道。
频道原频道呼号为“CCTV-9”（当时为央视英语国际频道），于北京时间2010年4月26日19:00改版并更名为“CCTV-NEWS”（中国中央电视台英语新闻频道）；北京时间2016年12月31日12:00（格林尼治时间4:00），该频道正式置换为“CGTN”（中国环球电视网英語频道）。
目前，中国环球电视网的自制节目在中央廣播電視總台光華路辦公區制播。北美分台、非洲分台、欧洲分台也有制作节目并透过主频播出。

## 历史与发展

### 试播时期（英语传送频道时期）
1997年9月20日北京时间12:00，以「中国中央电视台英语传送频道」作为频道名称在北京地区试播，面向北京观众，以英語新聞節目的新聞綜合衛星頻道，试播时每天北京时间上午12:00-次日凌晨0:00播出，后延长到18小时（9:00-次日凌晨3:00）/24小时播出。主要節目有新聞、紀錄片、體育、綜藝、科學、財經、文化等綜合節目。

### 英语频道到英语国际频道时期
2000年9月24日，中央电视台英语频道（CCTV-9）开播庆典晚会在中央电视台彩色电视中心一号演播厅举行。9月25日北京时间20:00，以「中国中央电视台英语国际频道」（CCTV International，频道标识为）作为频道名称和频道呼号正式开播，面向海外观众，用中国的视野观察世界，频道被定为采用英语广播播放的以新闻节目为主的综合频道，是中国中央电视台以全天24小时英语广播为主的电视频道。2003年2月24日，全天24档整点新闻节目零时起全部改为演播室直播。2004年，CCTV-9开始启用外国人主持节目，如原澳大利亚广播公司的资深媒体人Edwin Maher等。
值得一提的是，过去英语国际频道曾经播出商业广告，以旅游宣传片和产品广告为主（其中产品广告多以中国本土企业旗下产品为主，少有部分海外企业或中外合资企业宣传。全部均在原版广告的基础上加入英文字幕，并以英文旁白，部分海外企业的产品广告则直接使用国际宣传版素材），而广告代理商则为中视金桥和中视体育。但在2016年起频道再无商业广告。现在节目之间的空档通常会播出CCTV-NEWS（CGTN）自制的过场垫片（以中国自然与人文风情主题为主）、国内外各大城市延时摄影，以及部分专题节目预告。

### 英语新闻频道时期
- 2010年4月26日北京时间19:00，该频道全新改版，将频道名称的「中国中央电视台英语国际频道」和频道呼号的分别更名为「中国中央电视台英语新闻频道」和（原呼号CCTV-9于2011年1月1日起应用于新开播的纪录频道），成为了中国中央电视台的以播出英语新闻广播为主的半综合频道。
  - 部分文化类节目及新闻类节目停播。而整点新闻《CCTV NEWS》也更名为《News Update》。除此之外，新闻类节目的开头在改版后消失，节目开始前只以CCTV-NEWS的台徽开场，之后主播便直接开始播送新闻。
- 2012年初，中央电视台两个海外分台分别位于肯尼亚内罗毕的非洲分和美国华盛顿的北美分开播，两个海外分台均设有演播室，其中北美分台在华盛顿、纽约和洛杉矶拥有共4个演播室，目前有3个正在使用。其制播的节目通过英语新闻频道播出。
- 2014年4月28日起，《Culture Express》（文化报道）和《Sports Scene》（体育报道）迁入新址演播室播出，其中迁入新址的直播节目改为以16:9横向压缩4:3的方式播出。部分录播节目因团队进入新址磨合而开始重播之前的节目。
- 2014年12月22日北京时间19:00，该频道的整点新闻（19-24点档）、《Dialogue》、《Asia Today》节目进入新址播出，播出的画面比例由原来的4:3改为16:9横向压缩4:3，同时字幕也由上下翻页式改为游走式字幕，但仍保留原来的包装。
- 2014年12月29日北京时间7:00，北美分台的《Americas Now》开始使用新包装；8点起，北美分台新闻节目《News Update》率先更名为《NEWS DESK》并启用新包装；9点起，英语新闻频道完全在央视新址的新演播室内使用全新包装和节目单播出节目，主播李东宁在开场白中宣布全频道转入央视新址（央视总部大楼）播出。
  - 新包裝源自于早在同年4月11日起应用在中央电视台西班牙语频道、法语频道，以及同年4月18日起应用在阿拉伯语频道、俄语频道的包装，主要色调为红色和金色。多个既有节目在更换包装后停播。所有节目再次更换新包装，新闻类节目也重新加入开头。
- 2015年4月1日，频道台标横向压缩，使其适应16:9格式。
- 2016年2月5日，该频道的高清信号开播。同日与CCTV-4欧洲版高清信号一同落地法国地区有线网，当地民众可通过SFR、SFR留尼汪、FREE、VIRGIN和Numericable这五家当地运营商收看这些频道的高清版。[2]
- 2016年9月1日，CCTV-NEWS的高清信号在中星6B上星清流（开锁）播出，該频道高清版右上角並没有“高清”或“HD”字样。

### CGTN英語频道时期
- 2016年12月31日北京时间12:00（格林尼治时间4:00），因中国环球电视网开播，「中国中央电视台英语新闻频道」（CCTV-NEWS）正式置换为「中国环球电视网」，之后在播出新闻节目的同时加入了时间标（格林尼治时间），包括北京时间（GMT+8）、华盛顿时间（GMT-4），内罗毕时间（GMT+3）以及伦敦时间（GMT）。
- 在台标方面，CGTN标识字体同CCTV新单线台标一致，CGTN所有频道的高清信号右上角亦没有任何标记，只是左上角的CGTN台标偏小且完全适应16:9格式；反而标清信号的左上角台标偏大拉伸，和高清信号的台标位置尺度有点偏差。（参见中国中央电视台台标）
- CGTN的频道包裝和2014年版CCTV-NEWS频道包装十分相似，只是主要色调改成蓝色和金色。置换后大部分节目及其包装，节目表的编排得以保留。但一些节目更改了名称，例如中午12:00播放的《NEWS HOUR》改名为《Global Watch》（环球瞭望），此前《NEWS HOUR》这个名称已沿用多年。而整点新闻节目《NEWS DESK》也再度改名为《The World Today》（今日世界）；两档节目仍沿用2014年版主题音乐。至于既有的《Dialogue》和《World Insight》等拥有固定主持人的节目，则仿效外国电视台的习惯，在节目名字当中加上主持人的名字。另外一些新的节目也在置换至CGTN后开播，包括自日内瓦回国的刘欣所担纲的全新节目《The Point With Liu Xin》（欣视点）[1]。
- CGTN开播一周年后，部分评论类节目更换新包装及开场配乐。
- 2020年4月起，因應COVID-19疫情在美國依然嚴峻，北美分台的錄影廠暫停使用，員工在家進行工作。原本由北美分台負責的部分節目時段由北京總部的整點直播新聞和重播節目代替，因此節目表編排也有變動。5月13日起，北美分台錄影廠重新開始使用，包括北美版《China 24》在內的北美分台節目重新開始播放。
- 2022年11月26日至12月10日，非洲分台停止錄制節目，原先由非洲分台錄製的節目時段改播由北京總站和歐洲分台製作的「今日世界」。12月11日，非洲分台恢復錄製節目，首檔節目為Africa Live。
- 2023年7月1日，本頻道正式透過香港免費電視港台電視35啟播。

## 各地播放情況

### 中國內地
本頻道標清版是中国國家廣播電視總局要求全国各地有线电视必传的频道之一，甚至在印发的《关于实施中央广播电视节目无线数字化覆盖工程的通知》当中亦要求将央视所有公共频道（不含3、5、6、8）和CGTN主频作为无线电视（地面数字）必传频道。虽然中国广电总局有在2017年初印发《关于中央电视台外语国际频道呼号变更通知》，但依然还有大部分有线电视和IPTV传送的CGTN主频道当中的机顶盒EPG依然打“CCTV-NEWS”，甚至在中国直播卫星“户户通”上的EPG亦是未更正（一直至2017年11月8日才正式更正）。而在广电总局官网2017年更新的频道机构备案当中，CGTN六大外语频道依然备案在央视频道里头。其实在2010年4月26日前CCTV-9更名CCTV-NEWS初期，亦是很多有线电视网络和IPTV的EPG没有任何更正反应，直到2011年1月1日中国中央电视台纪录频道（新CCTV-9）开播前广电总局下发文件必传该频道开始才有真正反应变动。
- CGTN高清频道在CCTV-NEWS时期，曾经为服务杭州G20峰会，在浙江华数以华数服务频道名义落地三周左右（2016年8月末到9月初），现已取消。2016年9月1日，CGTN高清和CGTN纪录高清（当时仍称CCTV英语新闻高清与CCTV英语纪录高清）在中星6B上星播出，但是右上角无“HD”字样。之后，CGTN高清频道与CGTN纪录高清频道于2017年初，辽宁电信IPTV率先接入。2017年4月14日福建广电网络正式接入（在EPG打“环球新闻高清”和“环球纪录高清”），迄今为止依然传送，起初为服务2017年金砖国家峰会，后亦响应“一带一路福建行”之海上丝绸之路等浓厚色彩的中外文化，实际上为临时垫传频道。
- 2020年1月，央视频APP开始网络播出本频道高清信号，并提供24小时回看服务。
- 2020年7月19日，央视频APP更新1.6.0.50656版本后，网络播出支持提供7天内回看服务。
- 2021年4月26日起，武汉广播电视台外语频道（第六套节目）开始在每天15:00-21:00转播CGTN英语频道的节目。[4]
- 2021年6月26日，CGTN英语新闻高清频道连同其它外语频道以及CCTV4欧洲版、美洲版高清信号在中国境内各地IPTV相继落地，收视覆盖范围在中国大陆地区进一步扩大。[5]

### 香港
早期，CGTN（包括其前身CCTV-NEWS及更早期的CCTV-9）在香港四大收費電視平台皆有播出，但nowTV、香港宽频bbTV和无线网络电视分別在2015年底、2017年和2017年4月中下架该频道，一度僅餘下有線電視的129頻道播出；直至now TV在2022年宣布在330頻道復播後，才打破有關局面。而隨著2023年2月14日，有線電視宣佈將在同年6月1日結束收費電視服務後，香港僅餘下now TV播出CGTN，2024年5月1日起於myTV SUPER608頻道啟播，才打破有關局面。
而免費電視方面，無綫電視的英语频道明珠台由2003年起的周一至周五的日间时段，以及一些具焦點的政治盛事或活动（例如中国共产党全国代表大会、全国人民代表大会开闭幕、纪念中国人民抗日战争暨世界反法西斯战争胜利70周年大会、中华人民共和国国庆节阅兵）时轉播由中國環球電視網英語频道製作的直播節目，使觀眾可以於平日日間接收外地新聞資訊。當時的中央九台會在節目空檔播放商業廣告，然而礙於廣播條例對免費電視台在直接轉播外購頻道時段期間播放其廣告設有一定限制，無線一方會在廣告時段以含有CGTN Clobal Watch字樣的靜態圖案屏蔽畫面，以免違反業務守則 。另外，即使於2017年4月22日改稱有關播放時段名為CGTN Global Watch，承接著中央九台及其後的英語新聞頻道直播時期達成之轉播權協議，轉播信號起初依然为标清信號。隨著香港電視廣播全面數碼化及與CGTN就更新轉播合約達成協議，由2021年9月6日起，轉播源開始轉用高清信號。
除了原有的中午直播時段，由2020年4月13日開始，明珠台在每日深夜以高清播放錄播性質的《中国24小时》（China 24）。此外，由2020年4月20日起，《环球瞭望》（Global Watch）节目亦於myTV SUPER提供節目重溫，集數上傳7天後會刪除。由2021年6月12日至6月25日期間，明珠台曾在逢星期六晚上7:55播放《旅游指南》（Travelogue），並提供繁體中文字幕，但2021年9月22日及10月14日上午11:25播放時則不設繁體中文字幕。
有線寬頻開電視英語頻道HOY國際財經台，轉播每日7:00-9:00時段的兩小時節目，與明珠台分別在於在频道的休息时段不会用静态图像屏蔽处理，而所用的转播信号为高清信号。
2016年4月2日亚洲电视不獲續牌之前，旗下英文綜合频道国际台也会转播央视英语新闻频道的节目。除了早上直播時段，國際台還會录制該頻道的部分節目於下午、深夜及清晨時段作個別播放。
之后于2018年1月29日转型营运的亞洲電視數碼媒體旗下直播平台当中，曾转播CGTN两套国内上星的高清频道，即CGTN主频（704频道）和纪录频道（503频道）。而旗下频道A1台也在星期一至五17:30-18:30转播一小时中國環球電視網主频道的节目，转播信号则为高清信号。但在2018年7月疑亞洲電視數碼媒體再次因財困問題停止轉播包括本頻道在內所有中國内地頻道。
2023年7月1日起，香港電台将通過港台電視35轉播本頻道，同时提供网络直播。

#### 播出時段
- 無綫電視明珠台[10]、myTV SUPER
  - 逢星期一至五（包括公眾假期）中午12:00至1:00：
    - 《環球瞭望》（Global Watch）

  - 每日深夜：
    - 《中國24小時》（China 24）

  - 以往播放時段：  
    - 2003年9月至2008年9月19日：早上8:00至10:00[11]
    - 2008年9月22日至2010年7月9日：早上8:00至8:30 [12]及中午1:00至下午2:00
    - 2010年7月12日至2011年3月4日：早上9:00至10:00 [13]及中午1:00至下午2:00
    - 2011年3月7日至2012年8月31日：早上9:00至10:00 [13]及中午12:00至下午1:30
    - 2012年9月5日至2017年4月21日：早上9:00至10:00 [13]及中午12:00至下午1:00
    - 2017年4月22日至2020年4月12日：中午12:00至下午1:00

- 有線寬頻開電視HOY國際財經台
  - 逢星期一早上7:00至9:00：
    - 《今日世界》（The World Today）
    - 《非洲人物》（Faces of Africa）
    - 《今日世界》（The World Today）
    - 《中國再發現》（Rediscovering China）

  - 逢星期二至六早上7:00至9:00：
    - 《熱點》（The Heat）
    - 《今日世界》（The World Today）
    - 《全球財經》（Global Business）（8-9）

  - 逢星期日早上7:00至9:00：
    - 《今日世界》（The World Today）
    - 《旅遊指南》（Travelogue）
    - 《今日世界》（The World Today）
    - 《走近中國》（Closer to China with Robert Kuhn）

- 港台電視35
  - 全日24小時

### 澳門
2010年7月15日起，由澳廣視在數碼電視73頻道轉播。

### 英国
频道在英国的播出执照由星空华文传媒持有。2021年2月4日，英国通讯管理局（Ofcom）以频道存在“政治属性”为由，吊销频道在英国播出的许可。3月8日，英国通讯管理局又以CGTN偏頗報導和電視認罪，要求持照方星空华文传媒繳納罰款。作為報復，2月12日，中国国家广播电视总局宣佈禁止英国广播公司世界新闻台在中国境内落地。雖然CGTN已經被英国吊銷播出執照，但英国观众仍然能透過其他衛星電視及网络平台繼續觀看。
两个多月后的2021年4月9日，Ofcom确认了CGTN受到法国管辖；根据《欧洲跨境电视公约》，CGTN有权在英国播出。CGTN对英方的后续表态表示欢迎，并称将推进CGTN在英复播。8月20日，中国国际电视台宣布频道于当日在地面数字电视平台Freeview恢复播出。8月26日，Ofcom宣布CGTN违反公平和隐私规则而处以200,000英镑的罚款。
与半岛英文、今日俄罗斯等落地Freeview的国际新闻频道所不同的是，CGTN使用了基于互联网的Vision TV数据广播服务（频道号：264），并非透过DVB数据流播出，这与德国之声电视台和法兰西24相同。

### 德國
2021年2月12日，德國北威州媒体管理局（Landesmedienanstalt NRW）向德国之声证实，中国环球电视网無法在德國繼續播出。不久后CGTN获得法国欧洲通信卫星公司许可，通过卫星运营商的数据广播服务恢复上线。

## 节目

### 播放中节目
| 节目名称   | 制作机构 | 节目属性                       | 注明 | 播出时间 |
| ---------- | --- | ------------------------------ | --- | --- |
| 今日世界   | 北京总部、非洲分台、北美分台、欧洲分台                                                                                           | 日播                           | - 原名： CCTV NEWS（1986年12月25日至2010年4月26日） News Update（2010年4月26日至2014年12月28日） NEWS DESK（2014年12月29日至2016年12月31日） - 30分钟版本会在开场和结尾提供新闻提要，15分钟版本则无新闻提要 | *整点新闻节目； - 每日3、4、5、6点档、周日至周一8点档、周二至周六07:30、9点档由北美分台制作 - 每日23点档、周一至周六22点档、周六至周日23点档、周日至周一0点档由欧洲分台制作 - 每日18点档由非洲分台制作 - 每日10、11、14、15、16、17、20点档、周一9点档、周一至周五13点档、周六至周日21点档由北京总部制作 - 每日11、20点档、周一至周五13点档、周一至周五16点为15分钟版本，其余时段均为30分钟版本 |
| 环球瞭望   | | 日播                           | - 原名： CCTV NEWS（12:00）（1997年6月27日至2005年9月25日） News Hour（新聞一小時，2005年9月26日至2016年12月31日）                                                                                          | 每日12:00（60分钟） |
| 環球财经   | 分为亚洲版、美洲版、非洲版和欧洲版： - 亚洲版由北京总部制作 - 美洲版由北美分台制作 - 非洲版由非洲分台制作 - 欧洲版由欧洲分台制作 | 工作日播                       | - 亚洲版原名 - 亚洲版又称 - 美洲版原名 - 美洲版又称 - 非洲版又称 - 欧洲版又称 | - 亚洲版周一至周五16:15（45分钟）、21:00（30分钟）； - 美洲版周二至周六05:00（30分钟）、08:00（60分钟）； - 非洲版周二至周六02:00（60分钟）； - 欧洲版周二至周六00:00（60分钟）； |
| 今日亞洲   | | 日播                           | - 原名 News Asia（2000年9月25日至2004年5月2日） | 周一到周六19:00（30分钟） |
| 非洲直播室 | 非洲分台 | 日播                           | | 每日01:00（周一至周五60分钟、周六至周日30分钟）、18:15（45分钟） |
| 中国24小时 | | 日播                           | | - 总部版每日20:00（30分钟） - 美洲版周二至周六09:30（30分钟） |
| 环球体育   | | 北京总部版日播、非洲分台版周播 | | - 北京总部版11:15、13:15（均为15分钟）、15:30（30分钟） - 非洲分台版周日02:00（30分钟） |
| 文化速递   | | 工作日播                       | - 原名为《Culture Express》，中文原名为《文化特快》、《文化报道》 | 周一至周五17:30首播；周一至周五23:30重播（30分钟） |
| 对话       | | 日播                           | - 中文原名为《今日话题》 - CGTN开播之后杨锐所主持集数以Dialogue With Yang Rui的名义播出（2016～2020年） - 周五會以《Dialogue Weekend》的名義播出                                                            | 周一至周五19:30首播；周二至周六04:30重播（30分钟） |
| 欣视点     | | 工作日首播；周末重播           | - 周五在电视频道首播周四11:00新媒体平台直播的周播特辑Headlines Buster 粉碎标题党 | 周一&周三&周五11:30首播；周一&周三&周五21:30、周二&周四&周六05:30重播（30分钟） |
| 舆论纵贯线 | | 工作日首播；周末首播&重播      | | 周二&周四11:30首播；周二&周四21:30、周三&周五&周日05:30重播（30分钟） |
| 田薇观世界 | | 工作日播                       | - 原名World Insight，CGTN开播后改为现名 | 周一至周五22:30首播；周二至周六03:30、10:30重播（30分钟） |
| 热点       | 北美分台 | 工作日播                       | | 周二至周六07:00首播；周二至周六14:30重播（30分钟） |
| 周末聚焦   | | 周播                           | - 邹悦所主持集数以Zoom In with Zou Yue的名义播出 | 周日19:00（60分钟） |
| 财经高峰会 | | 周播                           | | 周六16:30首播；周六21:30、周日14:30重播（30分钟） |
| 对话非洲   | 非洲分台 | 周播                           | | 周日01:30首播；周日16:30、周一02:30重播（30分钟） |
| 美洲观察   | 北美分台 | 周播                           | - 因节目编排临时调整会在其他时段播出15分钟或者30分钟版本 | 周六06:00首播；周一06:00重播（60分钟） |
| 全景       | 北美分台 | 周播                           | - 因节目编排临时调整会在其他时段播出15分钟或者30分钟版本 | 周日06:00首播；周日13:00重播（60分钟） |
| 议程       | 欧洲分台 | 周播                           | | 周日00:30首播；周日04:30、08:30、21:30重播（30分钟） |
| 亚洲观察   | | 周播                           | - 因节目编排临时调整会在其他时段播出15分钟版本 | 周五13:30首播；周六22:30、周日7:30、周一5:30重播（30分钟） |
| 高端访谈   | | 周播                           | - 央视新闻频道（CCTV-13）于前一日（周五）21:30播出该节目中文版 | 周六19:30首播；周六5:30、14:30重播（30分钟） |
| 非洲人物   | 非洲分台 | 周播                           | | 周日17:30首播；周一1:30、7:30重播（30分钟） |
| 环球纪实   | | 周播                           | | 周六13:00首播；周日9:00、22:00重播（60分钟） |
| 旅游指南   | | 周播                           | | 周六11:30首播，周日03:30、23:30,、周一10:30重播（30分钟） |
| 传承中国   | | 周播                           | | 每周六17:30首播；周六23:30、周日10:30、周一03:30、08:30重播（30分钟） |
| 锋向标     | 欧洲分台 | 周播                           | | 每周一00:30首播；周一02:00、09:30、14:30重播（30分钟） |
| 走进联合国 | 北美分台 | 周播                           | | 每周六04:00播出（30分钟） |
| 中国再发现 | | 工作日播                       | | 周一至周四13:30首播；周二至周五06:30重播（30分钟） |
| 走进中国   | | 不定期播出                     | | |

### 曾播放节目
| 节目名称                      | 停播年份 | 备注 |
| ----------------------------- | -------- | --- |
| Icon 名人坊                   | 2021     | 原名Up Close；2021年因改版调整停播，原时段节目改播Inheritors传承中国 |
| The Link 链接天下             | 2021     | 为CGTN唯一一档連動北京總部和三個分台主播的節目；2021年因改版调整停播，原时段节目改播整点新闻The World Today今日世界23点档；原节目后期受疫情影响缩短为30分钟，恢复Culture Express文化速递（现为The Vibe文化速递）23:30的重播                       |
| Match Point 非洲体育          | 2019     | 因改版调整更名为Sports Scene环球体育非洲版 |
| Crossover 海客谈              | 2019     | 因改版调整停播，原节目首播时段改播整点新闻The World Today今日世界22点档延长15分钟变为30分钟版本+重播Biz Talk财智高峰会；重播时段改播整点新闻The World Today今日世界4点档延长15分钟变为30分钟版本+重播The Agenda with Stephen Cole议程/Razor锋向标 |
| New Money 新财富              | 2019     | 現成為Global Business 全球财经節目板块 |
| My China 我的中国故事         | 2016     | 置换至CGTN后停播 |
| Spectrum Asia 光影亚洲        | 2016     | 置换至CGTN后停播 |
| Center Stage 中华艺苑         | 2014     | 随CCTV-NEWS更换包装而停播 |
| Journeys in Time 发现         | 2014     | 随CCTV-NEWS更换包装而停播 |
| Nature and Science 自然       | 2014     | 随CCTV-NEWS更换包装而停播 |
| Story Board 东方              | 2014     | 随CCTV-NEWS更换包装而停播 |
| Learning Chinese 教汉语       | 2011     | - |
| World Wide Watch 英语综合新闻 | 2010     | 改版至CCTV-NEWS后与原整点新闻CCTV NEWS合并成News Update |

## 现任主播和主持人
名字均以英語為準

### 北京總部
| 新闻主播 - 加斯托里·瑪妮卡姆 - 侯娜 - 焦旸 - 李东宁 - 李秋媛 - 潘登 - 蘇鈺婷 - 王茫茫 - 夏橙 - 邹韵 - 钟石 财经主播 - 关馨 - 林肯 - 吕律 - 王冠 - 邢婧瑶 - 郑峻峰 观点节目主持 - 刘欣 - 许钦铎（中国国际广播电台评论员） - 田薇 - 王冠 体育主播 - 王东 文化主持 - 王师 - 露意莎 - 何天然 | 新闻主播 - （兼职） - （兼任财经主播） 财经主播 - （兼任观点节目主持） 观点节目主持 新闻主播 - （兼任体育主播） - （兼任体育主播） 财经主播 观点节目主持 - （兼任新聞主播） 新闻主播 - （兼任财经主播） - 李建华（原北京总部新闻主播、兼任财经主播） - （兼任财经主播、兼职） - （兼任财经主播、兼职） - （兼任财经主播、兼职） - （兼任财经主播、兼职） - （原北京总部新闻主播、兼任财经主播、兼职） 财经主播 观点节目主持 - （兼任新聞、財經主播） |

### 前任主播和主持人
- 江佩瑩（現任职于Astro）
- 付安妮
- 曹日 （现中央广播电视总台北美总站负责人）
- 成蕾
- （葛尔勤，之后曾重返无线新闻，已病逝）
- 林東威
- （已退休）
- （自由職業記者）
- （现供职于半岛电视台英语频道）
- 周柳建成（本名周建城，现The China Current主持人、世界卫生组织亲善大使）
- （曾供职于無線新聞，現於南華早報擔任主編）
- 季小军
- （非洲分台，现攻读牛津大学继续教育系）
- 蒉莺春
- 梁洪
- （非洲分台）
- 李茂奇（现任职于联合国电台）
- 马丁·安达纳尔（英语：Martin Andanar）
- Phillip Yin（英语：Phillip TK Yin）严正刚
- （现供职于RT今日俄罗斯电视台国际频道）
- （现供职于雅虎财经）
- 芮成钢
- 常馨月（现知名美妆博主、美月文化主理人）
- 王屹芝（CGTN开台后更名为Natalie Wang，现Fabrique创始人）
- 陆伟愫（现任职于亚洲新闻台）
- 欣暉
- 杨锐（现杨锐工作室主理人）
- （于泽、现供职于南华早报[21]）
- 邹悦
- （歐洲分台，已退休）
- （現供職於半島電視臺英語頻道）
- （歐洲分台，已退休）
- （北美分台）

### 引用
1. 1 2  中国外宣旗舰媒体成长记：一位英文女主播的20年蜕变 （页面存档备份，存于）  澎湃新闻
2. ↑  CCTV-4、CCTV-NEWS高清版在法国落地播出 （页面存档备份，存于）  央视网
3. ↑  . （原始内容存档于2018-06-24）.
4. ↑  . 长江日报长江网. 2021-04-26  [2021-04-27]. （原始内容存档于2021-04-27）.
5. ↑  法语主播Emilia微博
6. ↑  . 明報新聞網. 2023-02-14  [2023-02-15]. （原始内容存档于2023-04-04） （中文（香港））.
7. ↑  在2008年9月22日至2017年4月期間，此節目與教育電視（ETV）時段設有交替播放安排，如當日為學校假期，將會加設非常規播放時段或延長轉播時段；詳請請閱「以往播放時段」部分。
8. ↑  在2017年5月28日前，屏蔽畫面所顯示的內容為CCTV9/CCTV NEWS LIVE（未開始轉播時的顯示字樣為Coming Up），而亞視亦會在廣告時段以相近設計的靜態圖案來屏蔽轉播源，並播放音樂（無綫為Peaceful Use，亞視則為弦樂器/交嚮樂歌曲）。此措施亦同時套用於兩台轉播其他外地新聞節目的時段，唯其方式與CCTV時段有明顯分別，例如會用股市行情或動態圖案屏蔽，而非靜態圖案。
9. ↑  . 大公報.   [2023-06-29]. （原始内容存档于2023-06-29）.
10. ↑  .   [2015-02-09]. （原始内容存档于2012-07-22）.
11. ↑  如ETV於上午播放，則為下午2:30至4:00
12. ↑  如ETV停播，上午時段改為早上8:00至10:00
13. 1 2 3  ETV停播時適用
14. ↑  . CGTN. 2021-02-05  [2021-02-11]. （原始内容存档于2021-04-29）.
15. ↑  .   [2021-03-08]. （原始内容存档于2021-04-16）.
16. ↑  .   [2021-02-13]. （原始内容存档于2021-03-02）.
17. ↑  . BBC News. 2021-08-26. （原始内容存档于2022-11-27） （英国英语）.
18. ↑  成依華. . 香港01. 2021-08-20  [2021-08-20]. （原始内容存档于2021-09-06）.
19. ↑  .   [2021-02-13]. （原始内容存档于2021-10-26）.
20. ↑  deutschlandfunk.de. . Deutschlandfunk. 2021-11-13. （原始内容存档于2022-11-27） （德语）.
21. ↑  . South China Morning Post.   [2020-04-18]. （原始内容存档于2020-04-17）.